# 阿尔法电视
阿尔法电视（Alpha TV），2000年前称作天空电视（ΣΚΑΪ），希腊电视频道。该电视以播放国内外娱乐节目为主要特色。演播室位于雅典附近。阿尔法电视现在属于卢森堡传媒集团-RTL集团所有。阿尔法为希腊字母的第1个，有表示该电视在希腊国内领先的地位。
阿尔法电视早期的标志为希腊字母（ΣΚΑΪ），1999年改为拉丁字母。1999年，更名为阿尔法-天空电视，不久再更名为A-Sky；同年10月，更为现名。